# Дигильїн (провінція)
Дигильїн (ісп. Provincia de Diguillín) — провінція в Чилі у складі регіону Ньюбле.
Включає 9 комун.
Територія — 5230 км². Населення - 319809 осіб (2017). Щільність населення - 61.15 чол./км².
Адміністративний центр — Бульнес.

## Географія
Провінція розташована на півдні регіону Ньюбле.
Провінція межує:
- на півночі - провінція Пунілья;
- на сході - провінція  Неукен (Аргентина);
- на півдні - провінція Біо-Біо;
- на заході - провінція Консепсьйон;
- на північному заході - провінція Ітата.

## Адміністративний поділ
Провінція включає 9 комун:
1. Бульнес, адміністративний центр - Бульнес.
2. Чильян, адміністративний центр - Чильян.
3. Чильян-В'єхо, адміністративний центр - Чильян-В'єхо.
4. Ель-Кармен, адміністративний центр - Ель-Кармен.
5. Пемуко, адміністративний центр - Пемуко.
6. Пінто, адміністративний центр - Пінто.
7. Кільйон, адміністративний центр - Кільйон.
8. Сан-Ігнасіо, адміністративний центр - Сан-Ігнасіо
9. Юнгай, адміністративний центр - Юнгай.